# Arorae
Arorae (även Arurai, tidigare Hope Island och Hurd) är en ö i Mikronesien som tillhör Kiribati i Stilla havet. Ön styrs av ett öråd.

## Geografi
Arorae är den sydligaste ön bland Gilbertöarna och ligger cirka 630 kilometer sydöst om huvudön Tarawa. Ön är en korallatoll och har en areal om cirka 9,6 km², med en längd på cirka 9 km och en bredd på cirka 1 km. Ön saknar lagun och omges av ett korallrev. Den högsta höjden är endast några meter över havet.
Befolkningen uppgår till ca 1 200 invånare, fördelade på orterna Roreti och Tamaroa.
Arorae har en liten flygplats, Arorae Island Airport (flygplatskod "AIS"). Den ligger söder om Babaroroa på öns norra del, och används för lokalt flyg.

## Historia
Arorae är känd för de mystiska "Arorae navigation stones" (kiribatiska Te Atibu-ni-Bora), som antas vara historiska navigeringsverktyg.
Den första västerlänningen som kom till ön var den brittiske kaptenen Patterson år 1809. 1820 döpte den estnisk-ryske upptäcktsresanden Adam Johann von Krusenstern öarna till Îles Gilbert, och Gilbertöarna blev tillsammans med Elliceöarna slutligen ett brittiskt protektorat 1892. I januari 1915 blev området en egen koloni.
Under andra världskriget ockuperades området åren 1942 till 1943 av Japan för att sedan återgå under brittisk överhöghet.
1971 erhöll Gilbertöarna autonomi, och de blev i juli 1979 en självständig nation under namnet Kiribati.